# Alibaba Group
Alibaba Group Holding Limited, познат и као Alibaba (кин: 阿里巴巴), је кинеско предузеће специјализовано за електронску трговину, малопродају, интернет и технологију. Основана 28. јуна 1999. године у Хангџоуу, пружа C2C, B2C и B2B продаје путем веб-портала, као и многе друге услуге путем интернета. Поседује и управља разноликим портфељем предузећа широм света у бројним пословним секторима.
Дана 19. септембра 2014. иницијална јавна понуда (IPO) овог предузећа на Њујоршкој берзи прикупила је 25 милијарди долара, што му је дало тржишну вредност од 231 милијарду долара и, убедљиво, највећу IPO у светској историји. Једна је од 10 највреднијих корпорација, а проглашена је за 31. највеће јавно предузеће на свету на према топ-листи Forbes Global 2000 за 2020. годину. У јануару 2018. Alibaba је постала друга азијска компанија која је прешла границу од 500 милијарди долара, у чему је претходно успео њен конкурент Tencent. Од 2020. године има шесту највишу глобалну процену бренда.
Један је од највећих светских предузећа за малопродају и електронску трговину. Године 2020. такође је класификована као пета највећа компанија за вештачку интелигенцију. Такође је једна од највећих компанија ризичног капитала и инвестиционих корпорација на свету, као и друга највећа група за финансијске услуге док је испред ње само Visa. Домаћин је највећих B2B (Alibaba.com), C2C (Taobao) и B2C (Tmall) тржишта на свету. Шири се и на медијску индустрију, а приходи расту за три процентна поена из године у годину. Године 2018. поставио је рекорд за највише куповина на мрежи и ван мреже, наручито на Дан самаца.